# Austromerope brasiliensis
Austromerope brasiliensis is een schorpioenvlieg uit de familie van de Meropeidae. De wetenschappelijke naam van de soort is voor het eerst geldig gepubliceerd door Machado, Kawada & Rafael in 2013.
De soort komt voor in Brazilië.